# Зубарев, Николай Прокофьевич
Николай Прокофьевич Зубарев (1904, село Елисаветовка, ныне Староминский район Ростовской области — 1980) — советский деятель НКВД СССР. Депутат Верховного Совета УССР 3-го созыва. Член Ревизионной комиссии КП Украины в 1952—1954 годах.

## Биография
С 1926 года — в Красной Армии. С 1928 года служит в пограничных войсках ОГПУ-НКВД СССР. В 1928—1929 года принимал участие в боевых действиях в Кабардино-Балкарии.
В 1928 году стал членом ВКП(б). В 1940 году окончил Военную Академию Красной Армии имени М. В. Фрунзе (вечерний курс).
С октября 1939 года — начальник штаба 19-го Олевского пограничного отряда. В мае — июле 1941 года — начальник 91-го пограничного отряда НКВД
Участник Великой Отечественной войны. В июле — ноябре 1941 года — начальник 83-го пограничного отряда Пограничных войск НКВД Белорусской ССР. С ноября 1941 года — командир 83-го пограничного полка войск НКВД, начальник войск НКВД по охране тыла 22-й и 29-й армий. В 1942—1943 годах — начальник Управления войск НКВД по охране тыла Калининского фронта. В декабре 1943 — октябре 1944 гг. — начальник Управления войск НКВД по охране тыла 1-го Прибалтийского фронта. В октябре 1944 — октябре 1945 гг. — начальник Управления войск НКВД по охране тыла 1-го Украинского фронта.
В октябре 1945 — декабре 1947 гг. — начальник Управления пограничных войск НКВД-МВД Сахалинского округа. С декабря 1947 — заместитель начальника Управления пограничных войск МВД Закарпатского округа. С мая 1950 году — начальник штаба — заместитель начальника Управления пограничных войск МГБ Закарпатского округа.
В августе 1950 — марте 1953 гг. — начальник Управления пограничных войск МГБ Закарпатского округа. С августа 1953 находился в длительном заграничной командировке. Приказом КГБ при СМ СССР № 432 от 22 ноября 1957 уволен в запас по болезни.

## Звания
генерал-майор (28.04.1943)

## Награды
- Орден Красного Знамени (2)
- Орден Богдана Хмельницкого I степени
- Орден Отечественной войны I степени
- Орден Красной Звезды